# Автора! Автора!
«Автора! Автора!» (англ. Author! Author!) — фентезі оповідання  американського письменника Айзека Азімова для журналу Unknown, вперше опубліковане в 1964 році в антології The Unknown Five. Увійшло до збірки «Ранній Азімов» (1972).

## Сюжет
Історія про автора детективів Грема Дорна, який з жахом довідується, що його найбільш відомий персонаж, детектив Реджинальд Мейстер, став реальним. Він втручається в життя Дорна і навіть намагається вкрасти його наречену. Коли Санча Родрігез — персонаж-подруга Мейстра, також з'являється і звинувачує його в зраді, Мейстер зникає і життя Грема повертається до норми.